# BYD Co Ltd
BYD Co. Ltd. vagy BYD (kínaiul: 比亚迪; pinjin: Bǐyǎdí) egy tőzsdén jegyzett kínai konglomerátum, gyártó vállalat, amelynek székhelye Sencsenben, Kuangtungban, Kínában található. 1995 februárjában alapította Wang Chuanfu. A vállalatnak két nagy leányvállalata van, a BYD Auto és a BYD Electronic.
A világ legnagyobb elektromos járműgyártója, és jelentős gyártója az autóknak (beleértve az akkumulátoros elektromos és hibrid autókat, buszokat, teherautókat stb.), az akkumulátoros kerékpároknak, targoncáknak, napelemeknek és újratölthető akkumulátoroknak (mobiltelefon akkumulátorok, elektromos járművek akkumulátorai és ömlesztett tárolók). Az elmúlt évtizedben a fő üzleti bevétel aránya az autóipari üzletágból származó bevételekből folyamatosan 50% felett maradt.

## Név
Wang Chuanfu elnök 2022-ben elmagyarázta, hogy a "BYD" név a vállalat kínai nevének, a Biyadi-nak a pinjin kezdőbetűi, amely maga a vállalat eredeti védjegyéből, a Yadi Electronics-ból (亚迪电子, amely a Dapeng New District-i Yadi Road-ról kapta a nevét, ahol a vállalat egykoron székhelye volt) származik, és a Bi karaktert csak azért adták hozzá, hogy a vállalatnak ábécés előnye legyen a kereskedelmi kiállításokon. A vállalat azonban később kitalált egy szlogent:  "Építsd az álmodat", vagy gyakrabban "Építsd az álmaidat", hogy az illeszkedjen a "BYD" névhez.

## Története

### Korai növekedés
A BYD 1995 februárjában alakult, és az újratölthető nikkel-kadmium (NiCd) akkumulátorokra összpontosított. Miközben a pekingi Nemvasfémipari Kutatóintézet helyettes felügyelőjeként dolgozott, a BYD alapítója, Wang Chuanfu észrevette a lehetőséget, amelyet a japán vállalatoknak a NiCd-ről a nagy értékű nikkel-fémhidrid (NiMH) és lítium-ion (Li-ion) akkumulátorokra való áttérése jelentett. Miután 1993-ban felismerte ezt a piaci változást, unokatestvérével, Lu Xiangyanggal Sencsenbe költözött, és 1995-ben megalapította a Shenzhen BYD Battery Company Limitedet, hogy kihasználja a lehetőséget.
A japán tőkeigényes és erősen automatizált folyamatokkal ellentétben a BYD egy újratervezett gyártási megközelítést vezetett be, több kézi munka bevonásával. Ez a gyártási folyamat, valamint a kulcsfontosságú gépek saját gyártása hozzájárult ahhoz, hogy a japán versenytársakhoz képest jelentősen csökkentek az egységköltségek. Annak ellenére, hogy a BYD névleges termelékenysége tízszer kisebb volt, mint a japán vállalatoké, egy japán akkumulátor egységköltsége öt-hatszor magasabb volt. 2002 júliusára a BYD Company Ltd. ennek eredményeként gyorsan felemelkedett a világ vezető NiCd akkumulátorgyártójává, és a globális termelés 65%-át adta. Hét éven belül a BYD bebiztosította pozícióját, mint a NiMH akkumulátorok második legnagyobb gyártója és a Li-ion akkumulátorok harmadik legnagyobb gyártója.
Tíz év elteltével a BYD a világ mobiltelefon-akkumulátor-piacának több mint felét elfoglalta, és a legnagyobb kínai gyártó (és az első négy között volt globálisan) az újratölthető akkumulátorok minden típusában. A 2000-es évek elején a BYD termékcsaládja mobiltelefon-alkatrészekkel bővült. A BYD Electronic 2007-ben kivált a cégből.
2008 szeptemberében a MidAmerican Energy Holdings, Warren Buffett Berkshire Hathaway Inc. leányvállalata mintegy 230 millió amerikai dollárt fektetett be a BYD 10%-os (vagy 9,89%-os) részvénycsomagjába 8 hongkongi dollár/részvény áron.
A BYD 2010-ben a Bloomberg Businessweek Tech 100 listájának élére került, amely a nagy, gyorsan növekvő technológiai cégek listája. A gépek munkaerővel való helyettesítése csökkentette a költségeket, és a vállalat elkezdett terjeszkedni az akkumulátorokon túl, és a portfólió autó- és mobiltelefon-alkatrészekkel bővült.
2016-ban a BYD bemutatta a "Skyrail" (kínaiul: 云轨; lit. 'felhősín') néven forgalmazott működő egysínű vasút prototípusát, és bejelentette, hogy belépnek a globális vasúti közlekedés piacára. 2018-ban a jincsuani virágkiállításon nyílt meg az első nyilvános Skyrail vonal, egy 9,7 km hosszú hurokvonal formájában.